# 打出小槌古墳
打出小槌古墳（うちでこづちこふん）は、兵庫県芦屋市打出小槌町にあった古墳。形状は前方後円墳。現在では墳丘は失われている。

## 概要
翠ヶ丘台地の最南端部、標高10メートル付近に立地する古墳である。古墳時代中期末（5世紀末）に築造された。前方部を南東方向にむける前方後円墳。墳丘長約58メートルと推定されており、阪神間における5世紀末の古墳では最大クラスである。
室町時代（15世紀〜16世紀初頭）に耕作地開発が行われ、現在、墳丘は完全に消滅している。
この付近には、打出小槌遺跡が分布しており、旧石器時代〜中世・近世にかけての複合遺跡である。これまでに発掘調査が実施されている。

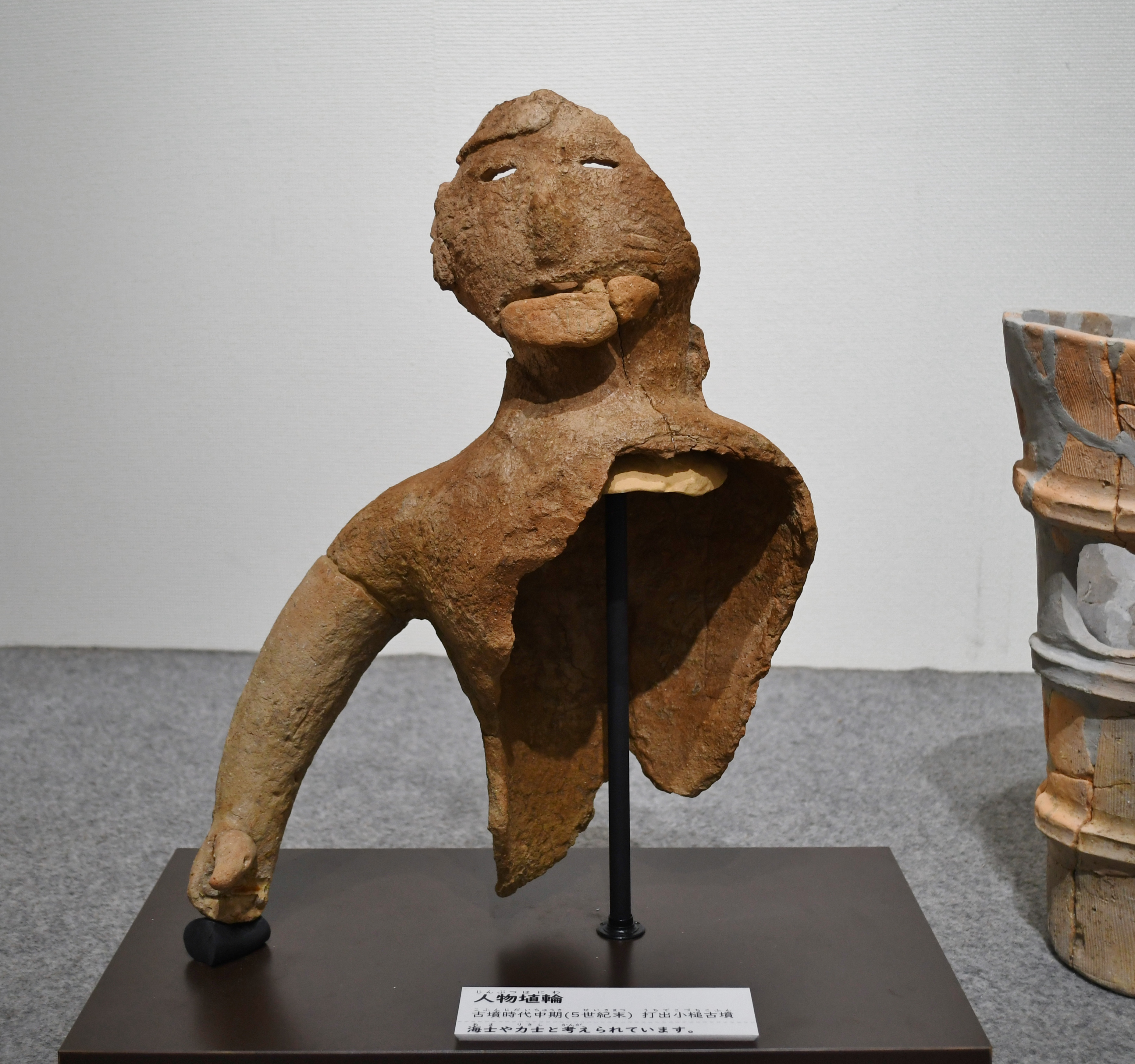
人物埴輪
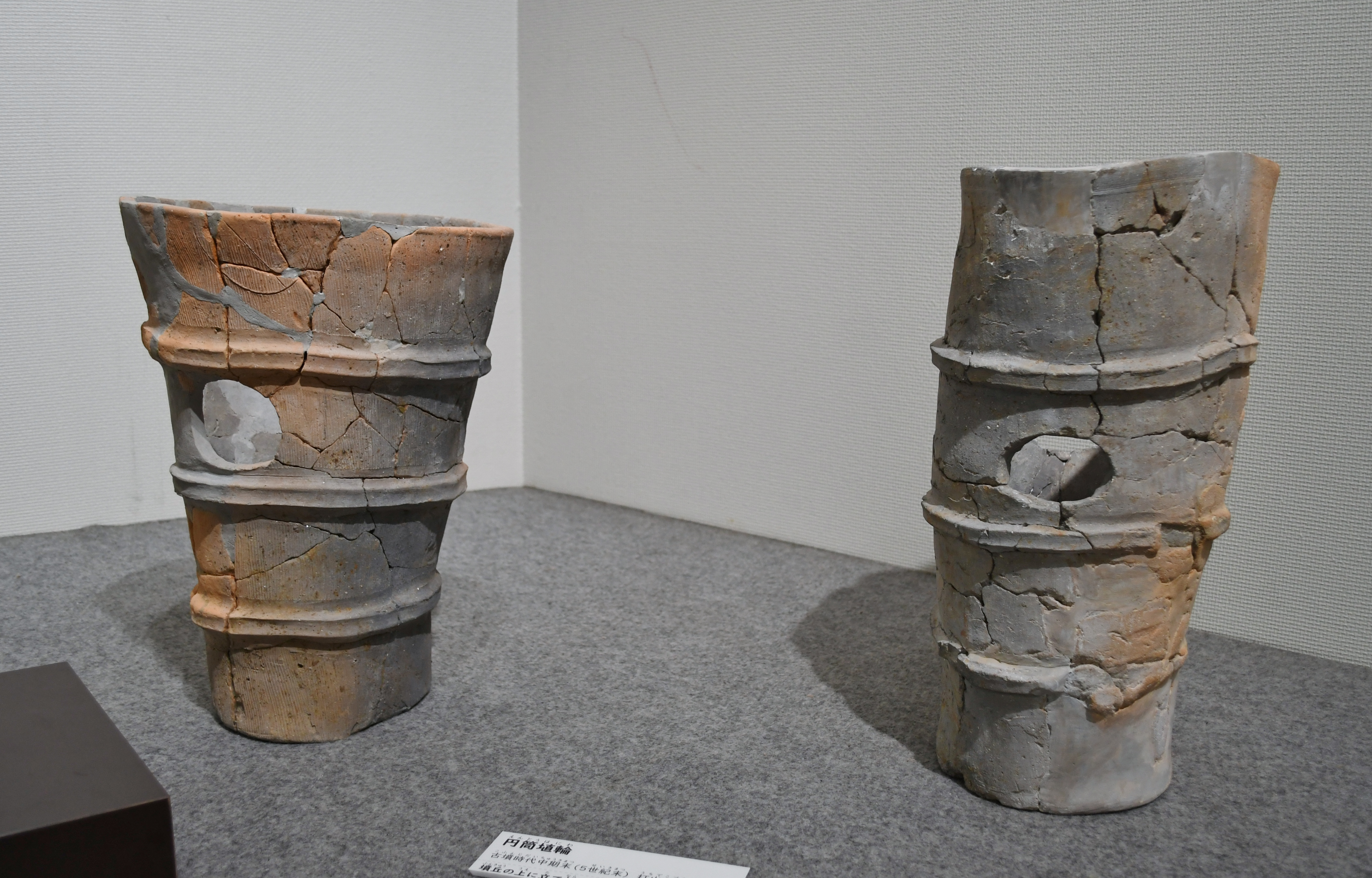
円筒埴輪

## 墳丘
墳丘の規模は次の通り。
- 墳丘長︰約58メートル
- 後円部径︰約28メートル
- 周濠や外堤を合わせた全長︰85メートル程度

## 交通アクセス
- 阪神電鉄打出駅より徒歩3分